# São José do Divino (Piauí)
São José do Divino is een gemeente in de Braziliaanse deelstaat Piauí. De gemeente telt 8.217 inwoners (schatting 2009).
De gemeente grenst aan Joaquim Pires, Caraúbas do PI, Piracuruca en Batalha.